# Noeh Hernández
Noeh Rey Hernández (9 dicembre 2004) è un calciatore portoricano, attaccante dei DePaul Blue Demons e della nazionale portoricana.

## Carriera

### Club
Cresciuto nel settore giovanile del Chicago Fire, ha debuttato con la squadra riserve il 16 maggio 2022 nell'incontro di MLS Next Pro vinto 3-1 contro il FC Cincinnati 2. Ha segnato il suo primo gol il 12 giugno 2023 contro il N.E. Revolution II.
Nel 2023 si è iscritto alla DePaul University dove ha giocato con la selezione locale dei DePaul Blue Demons in NCAA. Nel gennaio del 2024 è stato prestato per sei mesi al River Light.

### Nazionale
Ha debuttato con la nazionale portoricana il 9 settembre 2023 nell'incontro CONCACAF Nations League vinto 6-1 contro le Bahamas. Ha segnato il suo primo gol il 14 ottobre dell'anno successivo, sempre in CONCACAF Nations League, contro Aruba.

## Statistiche

### Presenze e reti nei club
Statistiche aggiornate al 30 marzo 2025.
| Stagione        | Squadra         | Campionato      | Campionato | Campionato | Coppe nazionali | Coppe nazionali | Coppe nazionali | Coppe continentali | Coppe continentali | Coppe continentali | Altre coppe | Altre coppe | Altre coppe | Totale | Totale | Totale |
| Stagione        | Squadra         | Comp            | Pres       | Reti       | Comp            | Pres            | Reti            | Comp               | Pres               | Reti               | Comp        | Pres        | Reti        | Pres   | Reti   |        |
| --------------- | --------------- | --------------- | ---------- | ---------- | --------------- | --------------- | --------------- | ------------------ | ------------------ | ------------------ | ----------- | ----------- | ----------- | ------ | ------ | ------ |
| 2022            | Chicago Fire II | MNP             | 6          | 0          | -               | -               | -               | -                  | -                  | -                  | -           | -           | -           | 6      | 0      |        |
| 2023            | Chicago Fire II | MNP             | 13         | 2          | -               | -               | -               | -                  | -                  | -                  | -           | -           | -           | 13     | 2      |        |
| Totale carriera | Totale carriera | Totale carriera | 19         | 2          |                 | -               | -               |                    | -                  | -                  |             | -           | -           | 19     | 2      |        |

### Cronologia presenze e reti in nazionale
| Cronologia completa delle presenze e delle reti in nazionale ― Porto Rico | Cronologia completa delle presenze e delle reti in nazionale ― Porto Rico | Cronologia completa delle presenze e delle reti in nazionale ― Porto Rico | Cronologia completa delle presenze e delle reti in nazionale ― Porto Rico | Cronologia completa delle presenze e delle reti in nazionale ― Porto Rico | Cronologia completa delle presenze e delle reti in nazionale ― Porto Rico | Cronologia completa delle presenze e delle reti in nazionale ― Porto Rico | Cronologia completa delle presenze e delle reti in nazionale ― Porto Rico |
| Data                                                                      | Città                                                                     | In casa                                                                   | Risultato                                                                 | Ospiti                                                                    | Competizione                                                              | Reti                                                                      | Note                                                                      |
| ------------------------------------------------------------------------- | ------------------------------------------------------------------------- | ------------------------------------------------------------------------- | ------------------------------------------------------------------------- | ------------------------------------------------------------------------- | ------------------------------------------------------------------------- | ------------------------------------------------------------------------- | ------------------------------------------------------------------------- |
| 9-9-2023                                                                  | Nassau                                                                    | Bahamas                                                                   | 1 – 6                                                                     | Porto Rico                                                                | CONCACAF Nations League 2023-2024 - 1° turno                              | -                                                                         |                                                                           |
| 12-9-2023                                                                 | Nassau                                                                    | Porto Rico                                                                | 5 – 0                                                                     | Antigua e Barbuda                                                         | CONCACAF Nations League 2023-2024 - 1° turno                              | -                                                                         |                                                                           |
| 14-10-2023                                                                | Basseterre                                                                | Porto Rico                                                                | 1 – 3                                                                     | Guyana                                                                    | CONCACAF Nations League 2023-2024 - 1° turno                              | -                                                                         |                                                                           |
| 18-11-2023                                                                | Piggotts                                                                  | Antigua e Barbuda                                                         | 2 – 3                                                                     | Porto Rico                                                                | CONCACAF Nations League 2023-2024 - 1° turno                              | -                                                                         |                                                                           |
| 21-11-2023                                                                | Bayamón                                                                   | Porto Rico                                                                | 6 – 1                                                                     | Bahamas                                                                   | CONCACAF Nations League 2023-2024 - 1° turno                              | -                                                                         |                                                                           |
| 21-3-2024                                                                 | Belmopan                                                                  | Belize                                                                    | 1 – 1                                                                     | Porto Rico                                                                | Amichevole                                                                | -                                                                         |                                                                           |
| 24-3-2024                                                                 | Belmopan                                                                  | Belize                                                                    | 3 – 0                                                                     | Porto Rico                                                                | Amichevole                                                                | -                                                                         |                                                                           |
| 11-6-2024                                                                 | Bayamón                                                                   | Porto Rico                                                                | 8 – 0                                                                     | Anguilla                                                                  | Qual. Mondiali 2026                                                       | -                                                                         |                                                                           |
| 14-10-2024                                                                | Oranjestad                                                                | Porto Rico                                                                | 2 – 1                                                                     | Sint Maarten                                                              | CONCACAF Nations League 2024-2025 - 1° turno                              | -                                                                         |                                                                           |
| 15-11-2024                                                                | Mayagüez                                                                  | Porto Rico                                                                | 5 – 1                                                                     | Aruba                                                                     | CONCACAF Nations League 2024-2025 - 1° turno                              | 1                                                                         |                                                                           |
| 18-11-2024                                                                | Mayagüez                                                                  | Porto Rico                                                                | 0 – 3                                                                     | Haiti                                                                     | CONCACAF Nations League 2024-2025 - 1° turno                              | -                                                                         |                                                                           |
| 21-3-2025                                                                 | Bayamón                                                                   | Porto Rico                                                                | 2 – 2                                                                     | Rep. Dominicana                                                           | Amichevole                                                                | -                                                                         |                                                                           |
| 25-3-2025                                                                 | Santiago de los Caballeros                                                | Rep. Dominicana                                                           | 2 – 0                                                                     | Porto Rico                                                                | Amichevole                                                                | -                                                                         |                                                                           |
| Totale                                                                    |                                                                           | Presenze                                                                  | 13                                                                        |                                                                           | Reti                                                                      | 1                                                                         |                                                                           |